# Escuela de Bellas Artes de Barcelona
La Escuela de Bellas Artes de Barcelona es la institución docente oficial dedicada a las Bellas Artes en la ciudad española de Barcelona. Sus raíces se remontan a la Escuela de la Lonja fundada por la Junta de Comercio de Barcelona en 1775 en el edificio de la Lonja de Mar. 
Esta institución actuó como academia de Bellas Artes en sus principios y, a partir del año 1849, se convirtió oficialmente en la Academia Provincial de Bellas Artes de Barcelona. En ella se formaron muchos de los principales artistas de finales del siglo XVIII del siglo XIX y del siglo XX: Damià Campeny, Mariano Fortuny, Josep Tapiró, Ramón Martí Alsina, Isidre Nonell, Joaquín Mir, Pablo Picasso, Miquel Farré, Ramón Calsina Baró y Josefa González Muñoz, entre otros.
En 1940 el área de Bellas Artes se separó de las enseñanzas aplicadas, factor que dio origen a la Escuela Superior de Bellas Artes de San Jorge que, en 1978, se transformó en la actual Facultad de Bellas Artes de la Universidad de Barcelona y la Escuela de Artes y Oficios, que ha conservado el apelativo de escuela de la Lonja.